# Ilorin

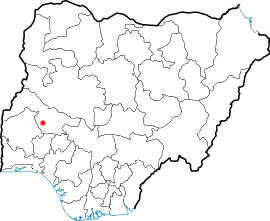
Ilorins läge i Nigeria.

Ilorin är en stad i Nigeria, cirka 25 mil nordost om Lagos. Den är huvudstad i delstaten Kwara och har 814 200 invånare (2004), de flesta muslimska yoruba. Staden är ett handels- och utbildningscentrum, med ett universitet grundat 1975 samt textilindustri och keramikhantverk. Järnvägen förbinder Ilorin med Lagos via Ibadan, och staden har även en internationell flygplats. Staden omges av en 15 km lång stadsmur.
Ilorin var säte för ett muslimskt emirat som grundades i slutet av 1700-talet. Staden har traditionellt varit ett viktigt centrum för handeln mellan hausafolket i norra Nigeria och yorubafolket i söder.